# Ruoshui
Ruoshui är en ort i Kina. Den ligger i provinsen Hunan, i den södra delen av landet, omkring 320 kilometer sydväst om provinshuvudstaden Changsha. Antalet invånare är 1 210.
Runt Ruoshui är det ganska tätbefolkat, med 120 invånare per kvadratkilometer. Närmaste större samhälle är Hongjiang, 12,3 km norr om Ruoshui. I omgivningarna runt Ruoshui växer i huvudsak blandskog.
Genomsnittlig årsnederbörd är 1 741 millimeter. Den regnigaste månaden är maj, med i genomsnitt 246 mm nederbörd, och den torraste är december, med 65 mm nederbörd.